# Стојан Абраш
Стојан Абраш (датум рођења непознат, убијен око 1813) био је учесник Првог српског устанка, хајдук, буљукбаша, бимбаша капетан и побратим Хајдука Вељка Петровића.
Рођен у Буковчу, код Неготина. Детаљи његовог живота нису сасвим познати историји.
Познато је то да је са хајдуком Вељком бранио Неготин од Турака 1813. године.
Постоје две теорије о његовој смрти.
Према првој теорији, која се заснива на народном предању, њега су Турци заробили и убили након пада Неготина у руке Турцима.
Према другој теорији, након пада Неготина, он је пребегао у Влашку у Румунији, где је због својих активности као хајдук, осуђен на рад у руднику соли. Он је из тог рудника побегао и покушао да се склони код пријатеља у селу Ваљмаре, такође у Влашкој, али га је тај пријатељ предао потери, која га је касније убила.